# Socotrabolbus canui
Socotrabolbus canui är en skalbaggsart som beskrevs av Yves Cambefort 1998. Socotrabolbus canui ingår i släktet Socotrabolbus och familjen Bolboceratidae. Inga underarter finns listade i Catalogue of Life.